# Dódzsinsi
A dódzsinsi (同人誌; Hepburn: dōjinshi) egy japán kifejezés, mely a saját kiadású műveket, általában mangákat vagy más irodalmi műveket jelöli. Ezeket a műveket gyakran amatőrök, de nem ritkán szakmabeli alkotók készítik és a nagyobb kiadók megkerülésével jelentetik meg. Maga a dódzsinsi szó a „dódzsin” (同人; Hepburn: dōjin, ’hasonló érdeklődési körű személyek’) kifejezésből és a si (誌; Hepburn: shi), a japán „magazin”-szó rövidített változatából alakult ki. A dódzsinsiket készítő csoportok az angol „circle” szóból eredően alkotói köröknek (サークル; szákuru) nevezik magukat. Nem ritka, hogy bizonyos csoportok valójában csak egyetlen személyből állnak, akiket egyszemélyes köröknek (個人サークル; kodzsin szákuru) neveznek.
A dódzsinsiket olyan alkotók készítik, akik magánúton szeretik kiadni munkáikat. A dódzsinsi rajongói gyakran vesznek részt különböző találkozókon, melyek közül a legnagyobb a nyaranta Tokióban tartott Comiket (a „Comic Market” összevonásából).